# Elia Nasrallah
Elia Nasrallah (ar. ايليا نصر الله; ur. 17 sierpnia 1942) – libański strzelec, olimpijczyk.
Brał udział w Letnich Igrzyskach Olimpijskich 1984 (Los Angeles). Wziął udział w trapie, w którym uplasował się na 57. miejscu w stawce 70 strzelców. 

## Wyniki olimpijskie
| Igrzyska | Konkurencja | Wynik       | Miejsce | Źródło |
| -------- | ----------- | ----------- | ------- | ------ |
| IO 1984  | Trap        | 166 punktów | 57T     | [ 1 ]  |